# Khomas
Khomas là một trong 13 vùng của Namibia. Khomas là nơi có thủ đô Namibia, Windhoek. Vùng Khomas có dân số đông nhất Namibia (chiếm 15%). Khomas là một trong 3 vùng của quốc gia này không giáp biển cũng như biên giới với nước khác. Khomas giáp các vùng:
- Erongo - tây
- Otjozondjupa - bắc
- Omaheke - đông
- Hardap - nam

Khu vực này được chia thành 9 khu vực bầu cử: Hakanana, Wanaheda, Katutura Central, Katutura East, Khomasdal North, Windhoek West, Windhoek East, Windhoek Rural, và Soweto.